# Platja

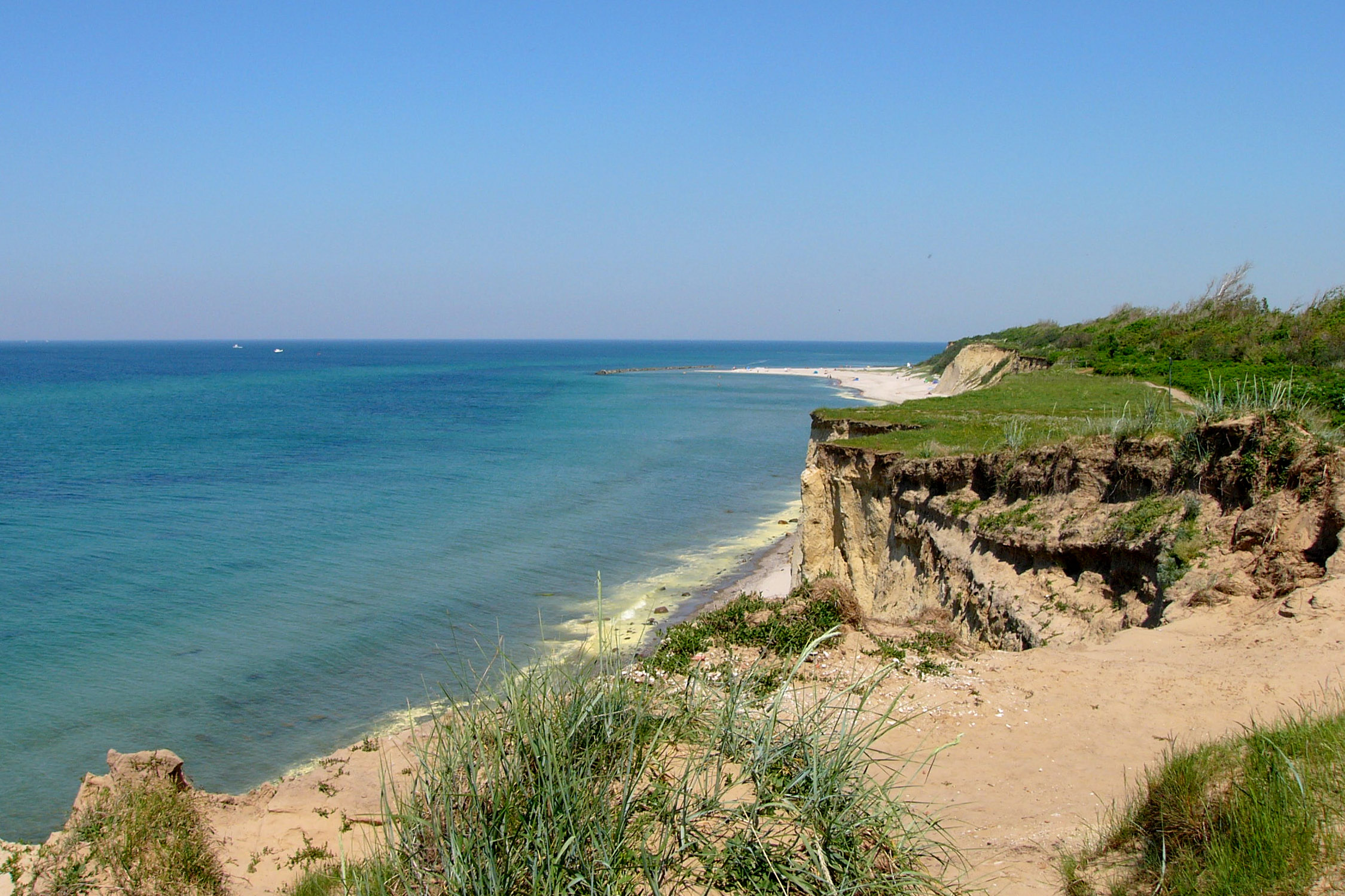
Platja a la península de Darss, Pomerània Occidental

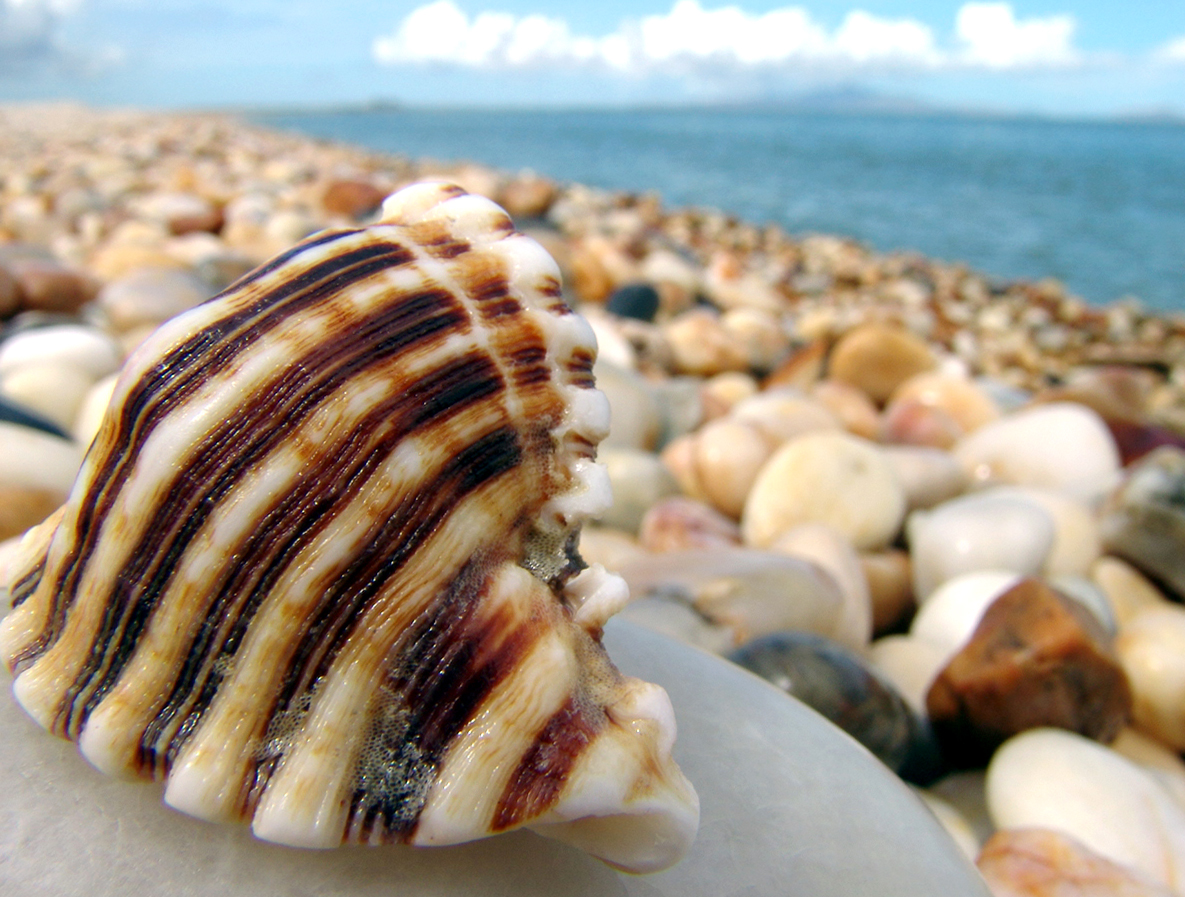
Platja de còdols a Veneçuela.

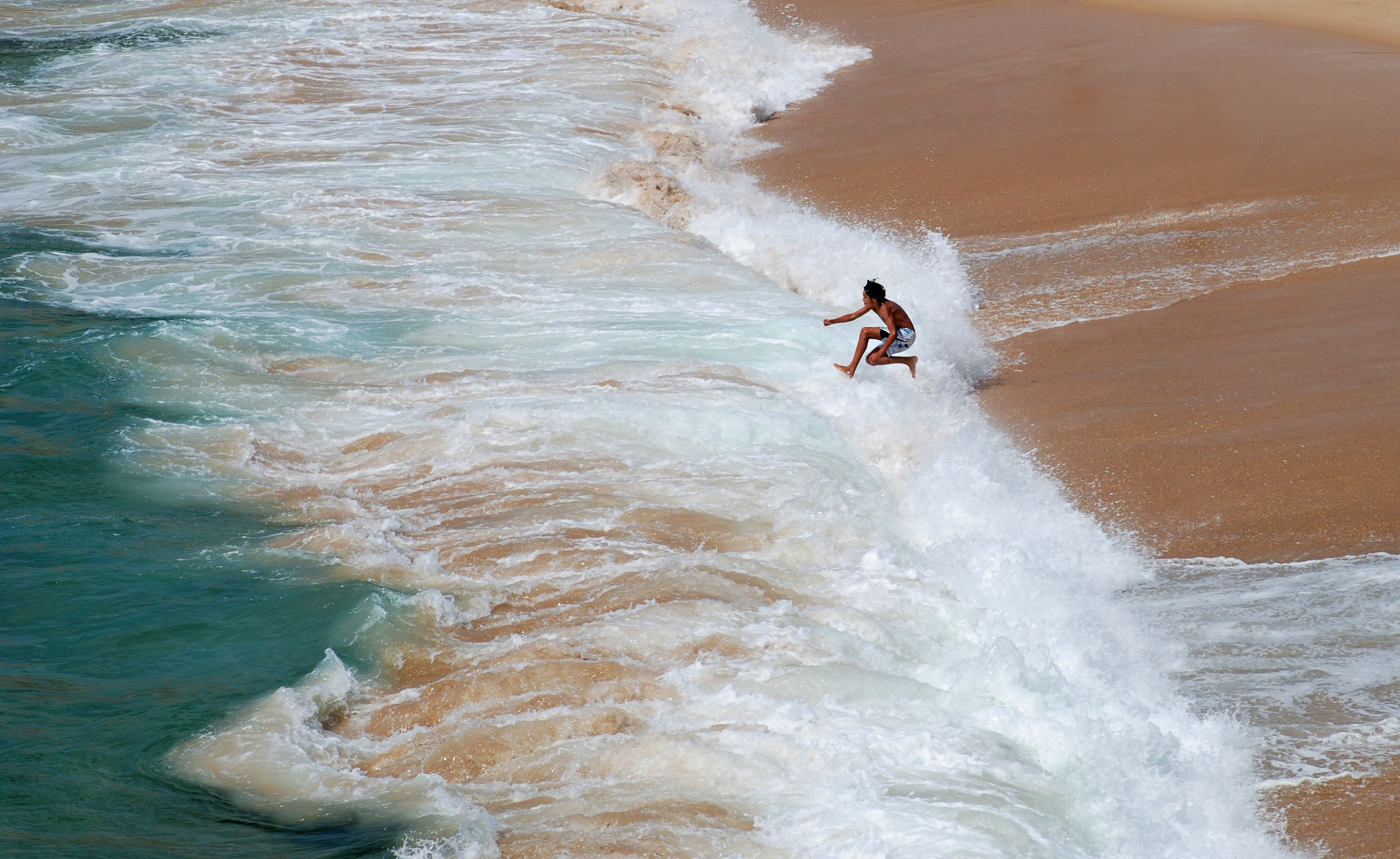
Un noi jugant a la platja de Porto Covo (Portugal).

Una platja o lido és una forma de relleu que la geomorfologia defineix com una acumulació sobre la vora de la mar de materials d'una mida que va des de les sorres fins als blocs, passant per les platges de palets (còdols arrodonits pel fregament en rodolar transportats per les ones). Els materials poden ser d'origen orgànic (restes d'esquelets i closques de tipus calcari o silicatat) o inorgànic (procedent de la meteorització de roques).
Les platges es formen per l'acció de les ones i corrents marins que transporten materials a una determinada zona, però són estructures canviants que constantment pateixen aportacions i pèrdues de materials i cal que les aportacions siguin iguals a les pèrdues, o les superin, per tal que es formi la platja i continuï existint. Quan les aportacions de material no poden compensar les pèrdues, la platja desapareix. Això ho podem veure de manera clara a les platges del Maresme, la construcció de ports esportius ha fet que les aportacions de sorra que arribaven transportades pels corrents del nord ja no arribin i vagin desapareixent a poc a poc, i quan hi ha una pèrdua de material important, a causa d'una llevantada per exemple, calen grans aportacions artificials de material per regenerar-les de manera temporal. Perquè en trencar-se l'equilibri natural entre les aportacions i les pèrdues de material no poden existir de manera natural. A Catalunya hi ha 280 km de platges.

## Qualitat ambiental de les platges
Per analitzar la qualitat ambiental s'han de tenir en compte tres aspectes, l'ambient terrestre, l'aquàtic i el biòtic.
L'ambient terrestre està relacionat amb els aspectes geogràfics, morfològics i geològics de la platja, on l'erosió té un paper fonamental en la configuració física. L'erosió es pot identificar de diverses maneres, poca quantitat de sorra entre l'aigua i la vegetació dunar, producte de temporals marítims que buiden l'arenal i la sedimentació natural de sorra per les marees no és suficient per regenerar la platja. La sorra que està permanentment humida és producte d'àrees amb règims de vent més o menys constants, on el vent lleva la sorra seca. Les pluges torrencials també erosionen enormement originant canals d'evacuació, on posteriorment el mar entra per aquests canals i erosiona els costats d'aquests canals. I, per acabar i no menys important l'activitat turística i recreativa, on la capacitat de càrrega de les platges se supera i dona lloc a la degradació ambiental, generació de residus de l'activitat humana, etc. La construcció de ports i espigons a prop de les platges alteren els corrents marins, genera contaminació i aigües estancades.
L'ambient aquàtic es refereix principalment a la qualitat de l'aigua, el mateix color de l'aigua és un bon indicador, si observem un color diferent de l'habitual, segurament hi ha algun tipus de contaminació, ja sigui per carburants, partícules en suspensió, substàncies dissoltes o algues, aquestes poden indicar un inici d'eutrofització en cas que l'aigua estigui estancada. Si s'observen taques de color verd a la riba de la platja poden ser floracions cianobacterianes, poden ser tòxiques i es donen quan el clima és càlid i poc ventós en aigües amb una alta càrrega de nutrients, aquests nutrients poden venir de filtracions de pous negres o camps agrícoles, o de rius eutrofitzats que desemboquen en les platges.
L'ambient biòtic es refereix a la fauna i la flora que habiten a les platges, aquestes tenen una flora i fauna característiques d'aquests ecosistemes canviants. Les comunitats vegetals que hi habiten són capaces de sobreviure i resistir forts vents, alta lluminositat i una elevada salinitat, aquesta flora contribueix en gran manera a sustentar les dunes i atorguen un hàbitat per altres espècies com aus migratòries, invertebrats, crustacis, insectes i rèptils. Aquesta interrelació entre el medi físic i biòtic és capaç forma una mena de dics de contenció que eviten que la sorra envaeixi l'interior i a la vegada evita que la sorra desaparegui per l'erosió, a part d'amortir els efectes dels temporals marítims. Així doncs, una platja que no posseeixi flora dunar està en perill de desaparèixer.

## Banderes a la platja
- Verda: bany lliure.
- Groga: bany amb precaució.
- Vermella: prohibit banyar-se.
- Blava: es concedeix a les platges i ports esportius que realitzen un esforç especial per a mantenir-los nets i gestionats amb respecte al medi ambient.